# بخش دوور (شهرستان فولتون، اوهایو)
بخش دوور (به انگلیسی: Dover Township) یک منطقهٔ مسکونی در ایالات متحده آمریکا است که در شهرستان فولتن، اوهایو واقع شده‌است.
 بخش دوور ۵۵٫۶ کیلومتر مربع مساحت و ۱٬۵۷۸ نفر جمعیت دارد و ۲۳۲ متر بالاتر از سطح دریا واقع شده‌است.